# Lithium-ion-akkumulator
En lithium-ion-akkumulator er et elektrisk genopladeligt batteri, der er baseret på lithium. Li-ion-batteriet udmærker sig med sin store energibeholdning.
Teknologien blev i høj grad udviklet af John B. Goodenough, Stanley Whittingham, Rachid Yazami og Akira Yoshino i 1970'erne og 1980'erne og blev herefter kommercialiseret af Sony og Asahi Kasei-gruppe ledet af Yoshio Nishi i 1991.
Lithium-ion-batterier bruges i dag i de fleste genopladelige elektroniske elementer, som for eksempel mobiltelefoner, håndværktøj og elbiler og elnet. Batteritypen har den højeste energitæthed af genopladelige batterier og er derfor særligt velegnet til at strømforsyne bærbart udstyr, hvor laveste vægt og længst mulige driftstid er vigtige egenskaber. Li-ion-batteriet arbejder med en anden batterispænding end andre genopladelige batterier og er derfor som oftest ikke et direkte alternativ til disse. Lithium-ion-batterier har elektroderne carbon og litiumkoboltoksid.
Den bedste temperatur at opbevare Li-ion-batterier i er 48,8% opladet ved ca. 10 °C. Jo højere temperatur og opladningsstand, jo hurtigere selvafladning; dog tager lithium-ion-batterier skade af at blive helt afladet. Lithium-ion-batterier kan lagres over en længere periode end f.eks. NiCd- eller NiMH-batterier uden at miste deres opladning.

## Materialer
Selvom der er blevet undersøgt mange tusinder af forskellige materialer til brug i lithium-ion batterier, er det anvendelige kemiområde for denne teknologi, der er gjort til kommercielle anvendelser, ekstremt lille. Alle kommercielle Li-ion celler bruger interkalationsforbindelser som aktive materialer:
-Anoden (eller den negative elektrode) er normalt grafitt, selvom silicium ofte er blevet blandet med grafitt i kommercielle celler siden ca. 2015.
-Opløsningsmidlerne i kommercielle Li-ion batterier omfatter organiske carbonater, såsom ethylencarbonat og dimethylcarbonat, der danner fast elektrolytisk interfase på negoden, hvilket tillader Li+ iontransport, men ikke elektrontransport.
-Ud over carbonatopløsningsmidlet indeholder batterielektrolytten et lithiumsalt. Lithiumhexafluorophosphat bruges mest, fordi det passiverer den positive aluminiumsstrømleder.
-Der er mere mangfoldighed blandt positive elektroaktive materialer (katoder). De vælges fra en gruppe bestående af lagdelt LiCoO2 og LiNiO2, spinel LiMn2O4, olivin LiFePO4, og deres kombinationer/derivater.
-Den negative strømleder er normalt lavet af kobber og bruger en punktsvejset nikkelstrømleder.
-Den positive strømleder er normalt lavet af aluminium og bruger en ultralydssvejset titanium tap.
-Lithium-ion celler kan fremstilles for at optimere energi- eller effekttæthed. Håndholdte elektronik bruger primært lithium-polymer batterier (med en polymergel som elektrolyt), et lithiumkoboltoxid (LiCoO2) katodemateriale og en grafittanode, der sammen tilbyder høj energitæthed. Lithiumjernfosfat (LiFePO4), lithiummanganoxid (LiMn2O4 spinel) eller lithiumnikkelmanganoxid (LiNiMnCoO2 eller NMC) kan tilbyde længere levetid og en højere afladningshastighed.[kilde mangler]
Lithium-ion-batterier har en livscyklus på 400-5000 opladninger.